# コーヘー
コーヘーは、日本の漫画家、イラストレーター。北海道札幌清田高等学校、専門学校札幌マンガ・アニメ学院卒業。

## 略歴
- 2005年、『ロックレンジャー ファルコン』で、コロコロ漫画大学校銅メダル受賞。
- 2005年、『本王子とつげき』で、第57回小学館新人コミック大賞（旧称藤子不二雄賞）佳作受賞。

## 作品リスト

### 漫画作品

#### 連載
- 珍獣ハンターイモトVS超獣（『コロコロイチバン!』2009年3月号 - 2010年3月号）
- 暴走編集長!!サガミネーター（『月刊コロコロコミック』ホームページ 毎週金曜日更新、連載時期不明）
- 歴史大戦ゲッテンカ はおうノブナガ伝（『別冊コロコロコミック』2010年2月号 - 2011年4月号）
- ハガキで友だち ハガ友マンション（『月刊コロコロコミック』2010年4月号 - 2012年7月号） - 読者コーナーを担当
- 代打屋ガンちゃん！（『コロコロイチバン!』2010年11月号 - 2015年6月号）
- とびだせ どうぶつの森（『別冊コロコロコミック』2012年10月号 - 2015年6月号、『月刊コロコロコミック』2013年9月号 - 10月号）
- 号外ぶんぶん（『コロコロイチバン!』2015年7月号 - 2021年8月号）
- ティラノVS寺野（『別冊コロコロコミック』2015年8月号 - 2018年8月号）
- 切札勝舞はマジック：ザ・ギャザリングを使いつづける（『コロコロアニキ』2018年秋号 - 2021年春号[2]）
- Bラッパーズ ストリート（『月刊コロコロコミック』2019年4月号 - 2020年5月号）
- ベベベベベイビー（『別冊コロコロコミック』2022年2月号[3]、『月刊コロコロコミック』2022年5月号、2022年11月号（予告漫画[4]）、2022年12月号[5] - ） - 読み切りは「ミラコロGP冬」参戦作品[3]

#### 読切
- ロックンロール たご作（『別冊コロコロコミック』2006年10月号）
- トラブルパンダ ジョニー（『別冊コロコロコミック』2007年10月号）
- クランク&ラチェット 爆裂ギャグ銀河!!（『別冊コロコロコミック』2008年12月号）
- はろーノブナガ（『別冊コロコロコミック』2009年12月号）
- おばけティーチャー！バケキヨ（『コロコロイチバン!』2010年5月号）
- かいらんライダー（『月刊コロコロコミック』2011年7月号）
- マンガでわかる！爆裂ダッシュ（『月刊コロコロコミック』2011年12月号）
- 3PIECE（『コロコロアニキ』2014年第1号（創刊号））
- スーパー野田ゲーPARTY（『別冊コロコロコミック』2021年12月号[6]）

### 書籍
- いじわる超MAX!! ひっかけ＆10回クイズ222連発！（西東社、2014年7月、土門トキオ共著、漫画担当）ISBN 978-4-7916-2197-2
- 号外ぶんぶん（小学館、コロコロコミックス、2016年4月 - 、既刊4巻）
  1. 2016年4月28日発売、ISBN 978-4-09-142168-5
  2. 2017年6月23日発売、ISBN 978-4-09-142408-2
  3. 2018年5月28日発売、ISBN 978-4-09-142673-4
  4. 2019年7月26日発売、ISBN 978-4-09-143059-5
- ティラノVS寺野（小学館、コロコロコミックス、2016年10月発売）ISBN 978-4-09-142226-2
- 紳士ヒーロー うんこるめん（小学館、2018年11月 - 、既刊2巻）
  1. むしクィーンとむしくいゆうえんち（2018年11月21日発売）ISBN 978-4-09-289768-7
  2. めいろのもりのたたかい（2018年11月21日発売）ISBN 978-4-09-289769-4
- 切札勝舞はマジック：ザ・ギャザリングを使いつづける（小学館、コロコロアニキコミックス、2020年3月 - 2021年4月、全2巻）
  1. 2020年3月12日発売[7]、ISBN 978-4-09-143166-0
  2. 2021年4月12日発売[8]、ISBN 978-4-09-143294-0
- Bラッパーズ ストリート（小学館、コロコロコミックススペシャル、2020年5月28日発売[9]）ISBN 978-4-09-143148-6

## 関連人物
松本しげのぶ
師匠。